# Bulbophyllum microcala
Bulbophyllum microcala är en orkidéart som beskrevs av Peter Francis Hunt. Bulbophyllum microcala ingår i släktet Bulbophyllum och familjen orkidéer. Inga underarter finns listade i Catalogue of Life.